# Звєрєв Микола Вікторович
Микола Вікторович Звєрєв (нар. 29 листопада 1967, с. Терешиха, Бахмацький район, Чернігівська область) — український політик. Колишній голова Чернігівської обласної ради (2014–2015).

## Родина
Дитинство Миколи Звєрова пов'язано з с. Смолове, що в Ніжинському районі.

## Освіта
Освіта вища: у 1991 році закінчив Чернігівський державний педагогічний інститут ім. Т. Шевченка, у 1998 році — Київський національний економічний університет.

## Трудова діяльність
Свою трудову діяльність розпочав у 1991 році екскурсоводом Українського державного центру туризму та краєзнавства Міністерства освіти України. Працював інструктором-методистом екскурсійного відділу та заступником директора турбази № 3 Українського державного центру туризму та краєзнавства Міністерства освіти України.
З 1992 по 1993 роки працював заступником директора НВФ «Мегацикл» по туризму, а потім — консультантом з питань зовнішньоекономічної діяльності ЗАТ «Фірма МАДУ».
З 1993 по 1994 роки — науковий консультант з питань зовнішньоекономічної діяльності ТОВ «ДОМ'ЮКС».
З 1994 по 1996 роки — директор НВПФ «Оберіг».
У 1996 році призначений директором Чернігівського регіонального представництва Інституту трансформації суспільства.
З 1998 по 2000 роки — директор Чернігівського представництва Українського фонду підтримки реформ.
У 2000 році — директор науково-виробничої приватної фірми «Оберіг».
З 2001 по 2003 рік працював керівником проекту Комунальне підприємство «Київський міський бізнес-центр» Київської міської державної адміністрації.
З 2004 по 2007 роки — генеральний директор ТОВ «Сіверщина-Інвест».
З 2007 по 2008 роки — помічник-консультант народного депутата України.
З лютого по вересень 2008 року — генеральний директор ТОВ «Автометан».
З жовтня 2008 року по грудень 2012 року — помічник-консультант народного депутата України.
У лютому 2014 року обраний головою Чернігівської обласної ради.
Депутат Чернігівської обласної ради шостого скликання від ВО «Батьківщина».